# スウィート・ロード
『スウィート・ロード』（原題：The Wizard）は、1989年製作のアメリカ映画。日本では1992年に劇場公開された。家出をした少年・少女がテレビゲームを通じて、家族や友人との絆を取り戻していく姿をコミカルに描いたロードムービー。現在日本国内では過去に発売されていたVHSは絶版、DVD発売も未定となっている（アメリカではDVDが発売されている）。

## ストーリー
母と再婚相手の義父と共に暮らす少年ジミーは、愛する妹を失った悲しみから他者に一切の感情を表すことをやめてしまっていた。彼は家をたびたび抜け出して大人達を困らせており、理由を聞いても彼は「カリフォルニア」としか言葉を発しないのであった。そんな彼を疎ましく思う義父は自閉症患者の収容施設に彼を追いやってしまう。ジミーの腹違いの兄コーリーは、兄弟の実父サムと反抗期の長兄ニックと共に暮らしていたが、ジミーが施設に入れられたと知り激怒する。コーリーは家を飛び出し、施設からジミーを無断で連れ出すのだった。そして二人はジミーが行きたがっているカリフォルニアに向かうことにする。
ジミーが連れ出されたと知った母と義父は、脱走者の保護を得意とする賞金稼ぎのパトナムに仕事を依頼する。しかし、子供の意思よりも依頼料を優先するパトナムのことが気に入らないサムとニックは、彼よりも先にジミーとコーリーを保護しようと考え、二人の後を追うことにする。一方ジミーとコーリーは同じ家出少女であるヘイリーと出会う。そこでジミーは設置してあったアーケードゲーム「ダブルドラゴン」で高得点を叩き出す。彼の隠れた才能に気付いたコーリーとヘイリーは、彼をカリフォルニアで開催されるゲーム・トーナメント「ビデオ・ハルマゲドン」に参加させることにする。
カリフォルニアに向かう道中、大人相手のアーケードゲーム賭博で交通費を稼ぐ三人。そんな三人の前に凄腕のゲームマスターである少年ルーカスが現れる。パワーグローブを楽々と使いこなす彼の腕前に驚愕する三人。彼もまた「ビデオ・ハルマゲドン」に出場しようと考えているのだった。はたしてジミーはルーカスに勝てるのか、サムとニックは子供達を見つけられるのか、そして家族の絆は取り戻されるのだろうか。

## キャスト
| 役名                       | 俳優                     | 日本語吹替 |
| 役名                       | 俳優                     | VHS版      |
| -------------------------- | ------------------------ | ---------- |
| ジミー・ウッズ             | ルーク・エドワーズ       | 秋山じゅん |
| コーリー・ウッズ           | フレッド・サベージ       | 亀井芳子   |
| ヘイリー                   | ジェニー・ルイス         | 伊藤美紀   |
| ニック・ウッズ             | クリスチャン・スレーター | 松本保典   |
| サム・ウッズ               | ボー・ブリッジス         | 玄田哲章   |
| クリスティーン・ベイトマン | ウェンディ・フィリップス | 佐々木優子 |
| パトナム                   | ウィル・セルチャー       | 堀内賢雄   |
| ルーカス・バートン         | ジャッキー・ヴィンソン   |            |

- その他VHS版吹替声優：塚田正昭、滝沢久美子、牛山茂、島香裕、稲葉実、佐々木望、荒川太朗、松本梨香、梁田清之、佐藤しのぶ、柴本浩行

## スタッフ
- 監督：トッド・ホランド
- 製作：デヴィッド・チショルム、ケン・トポルスキー
- 製作総指揮：リンズレイ・パーソンズ・Jr
- 脚本：デヴィッド・チショルム
- 撮影：ロバート・イェーマン
- 音楽：J・ピーター・ロビンソン

## 登場するゲーム
任天堂がスポンサーとして参加していたため、劇中にはテレビゲームやアーケードゲームなど、数多くのゲームが登場する。主人公達が戦う「ビデオ・ハルマゲドン」の最終ラウンドに登場するスーパーマリオブラザーズ3は、日本ではすでに発売されたものの、アメリカでは本作が公開された当時にはまだ発売されておらず、本作がそのプレイ風景を先行公開する形だった。
- ファミリーコンピュータ
- ダブルドラゴン
- ロックマン2 Dr.ワイリーの謎
- パワーグローブ
- ハイウェイスター
- 忍者龍剣伝
- スーパーマリオブラザーズ3